# Liste des mosquées d'Istanbul
Cet article répertorie l'ensemble des mosquées présentes à Istanbul, en Turquie. Elles sont classées par district.

## Beyoğlu
- Mosquée de Dolmabahçe
- Mosquée des Arabes
- Mosquée Azapkapi Sokullu

## Fatih
- Mosquée Eski Imaret
- Mosquée Koca Mustafa Pacha
- Mosquée du Molla Zeyrek
- Mosquée Fenari Isa
- Mosquée de Mehmet le conquérant

## Eminönü
- Mosquée Bodrum
- Mosquée Laleli
- Nouvelle mosquée
- Mosquée Süleymaniye
- Mosquée Rüstem Paşa
- Mosquée Kalenderhane
- Mosquée Bleue
- Mosquée de la petite Hagia Sophia
- Hagia Sophia
- Mosquée de la Sultane Zeynep
- Mosquée du Sultan Beyazit

## Kadiköy et Üsküdar
- Mosquée Mirimah
- Mosquée Şakirin
- Mosquée de Zühtü Pacha

## Şişli, Beşiktaş et périphérie
- Mosquée du Sultan Eyüp
- Mosquée d'Ortaköy